# Michel Hazanavicius
Michel Hazanavicius (født 29. marts 1967) er en fransk filminstruktør, producer og Manuskriptforfatter, bedst kendt for sin film The Artist, som han vandt både en Oscar for bedste film og en Oscar for bedste instruktør for. 
Inden Hazanavicius instruerede film, arbejdede han på tv. Han startede sin karriere på Canal+, hvor han begyndte at instruere i 1988. Han begyndte at instruerer reklamer for bl.a. Reebok og Bouygues Telecom. I 1993 instruerede han sin første spillefilm, La Classe Americaine, til TV. Filmen bestod af klip fra Warner Bros. produktioner, der var synkroniseret til fransk. 
I 2006 instruerede han OSS 117:  Le Caire nid d'espions, der var en parodi på 1960'ernes spionfilm. I 2009 fulgte han denne film op med OSS 117: Rio Ne Répond Plus. Begge film havde Jean Dujardin i hovedrollen. I 2011 instruerede han stumfilmen The Artist, der også havde Jean Dujardin i hovedrollen. 
Hazanavicius er gift med skuespilleren Bérénice Bejo, der også har spillet med i både OSS 117 filmene og i The Artist.